# Alcis melanonota
Alcis melanonota là một loài bướm đêm trong họ Geometridae.